# Morbidelli

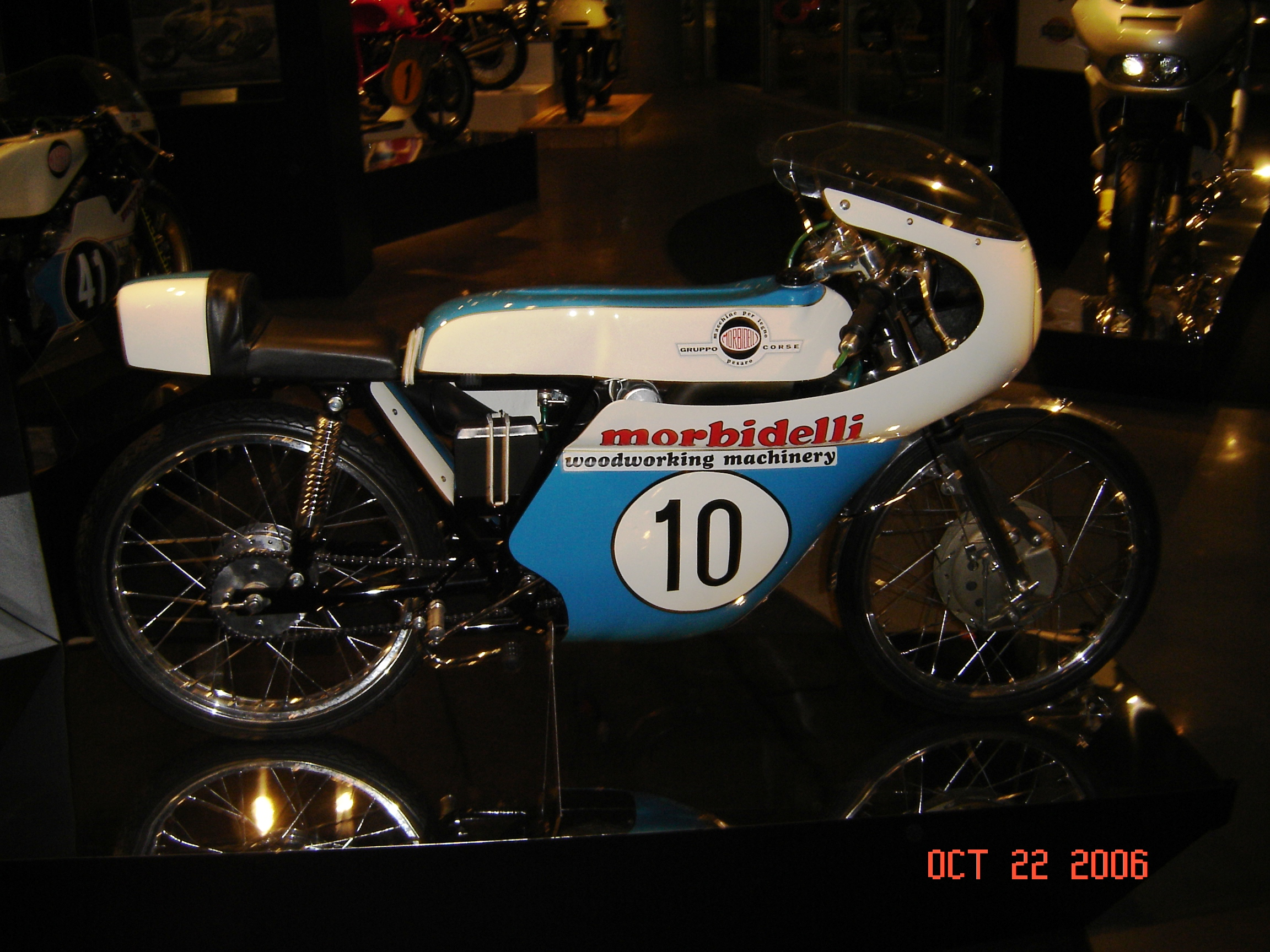
Op deze 50 cc wegracer staat nog "Morbidelli Woodworking machinery"

Morbidelli is een historisch merk van motorfietsen.
Italiaans racemerk van de fabrikant van houtbewerkingsmachines Giancarlo Morbidelli (1934-2020). Morbidelli had al enkele machines getuned toen hij in 1969 samen met constructeur Franco Ringhini zijn eerste 50 cc tweetaktracer ontwikkelde. In de komende jaren zou Morbidelli grote successen boeken in de raceklassen 50- en 125 cc met als rijders Eugenio Lazzarini en Gilberto Parlotti. Na het dodelijke ongeval van Parlotti tijdens de TT van Man in 1972 stopte het Morbidelli team tijdelijk. In 1974 werd topcoureur Ángel Nieto ingehuurd, maar toen de resultaten uitbleven huurde Morbidelli constructeur Jörg Möller, die bij het raceteam van Van Veen Kreidler had gewerkt. Met zijn 125cc machines behaalden Paolo Pileri en Pier Paolo Bianchi in 1975 en 1976 de wereldtitel. Vanaf 1976 leverde het team ook productieracers voor privérijders. Daardoor konden behalve Pier Paolo Bianchi (wereldkampioen) en Eugenio Lazzarini (tweede) in 1977 nog vier Morbidelli's bij de eerste tien in het wereldkampioenschap eindigen. In 1977 werd Mario Lega bovendien wereldkampioen in de 250cc klasse op een eveneens door Jörg Möller ontworpen Morbidelli tweecilinder. Nadat Möller vertrok naar Minarelli droeg Morbidelli de race-activiteiten over aan het eveneens in Pesaro gevestigde bedrijf S.P.A. Benelli Armi, dat wapens maar ook frames produceerde. Zo ontstond het raceteam van MBA.

## MBA
MBA stond voor: Morbidelli Benelli Armi, later Moto Benelli Armi, Benelli S.p.A, Urbino.
MBA was vanaf 1975 een samenwerkingsverband tussen houtbewerkingsmachinefabrikant Morbidelli (die al race-ervaring had en voor het motorblok zorgde) en wapen- en framebouwfabriek Benelli Armi, niet te verwarren met motorfabrikant Benelli, hoewel er wel familiebanden zijn.
Het samenwerkingsverband ontstond toen Morbidelli in 1976 productieracers ging bouwen, waarvoor de race-afdeling eigenlijk geen capaciteit had. Daarom werd deze productie bij Benelli Armi ondergebracht. Omdat Giancarlo Morbidelli niet tevreden was over de gang van zaken, verkocht hij zijn aandeel en de naam veranderde in Motori Benelli Armi.
Opnieuw onder zijn eigen naam ging Morbidelli zich al snel concentreren op een, overigens weinig succesvol, 500cc-project en ook een zeer ambitieus 850 cc V-8 project wilde niet lukken.. MBA werd soms Morbidelli-Benelli genoemd.